# أديلسون رودريغز
أديلسون رودريغز (بالبرتغالية: Adílson Rodrigues‏) مواليد 2 سبتمبر 1958 في سيرجيبي، البرازيل، هو ملاكم محترف برازيلي يصنف ضمن فئة الوزن الثقيل.

## المسيرة الاحترافية
من نزالاته:
- انتصر على جوني نيلسون (1995/12/03).
- انتصر على جوني نيلسون (1995/08/22).

## إحصائيات
خاض خلال مسيرته 85 نزالا، فاز في 77 وتعادل في 1 وخسر في 7. فاز بالضربة القاضية في 61 نزالا.

## روابط خارجية
- أديلسون رودريغز على موقع بوكس ريك (الإنجليزية) (registration required)